# Barkelsby
Barkelsby ist eine Gemeinde im Kreis Rendsburg-Eckernförde in Schleswig-Holstein.

## Geografie

### Geografische Lage
Das Gebiet der Gemeinde Barkelsby erstreckt sich am nördlichen Ufer der Eckernförder Bucht etwa 1 km nordöstlich der namengebenden Stadt  im Landesteil Südschleswig. Naturräumlich ist es eingebettet in den Naturraum Schwansen, Dänischer Wohld (Haupteinheit Nr. 701), einem Teilraum des schleswig-holsteinischen Hügellandes, auf der zuerst bezeichneten Halbinsel.

### Ortsteile
Zur Gemeinde gehören die Ortsteile Böhnrüh (dänisch Bønry), Engelsburg (dänisch Engelsborg), Hemmelmark Schmiede, Rögen (dänisch Røgind), Rossee (dänisch Rossø), Rosseemoor sowie die Güter (z. T. samt gleichnamiger Siedlung) Hemmelmark (dänisch Himmelmark), Hohenstein, Mohrberg, Neubarkelsby und Westerschau (dänisch Vesterskov).

### Nachbargemeinden
An die Gemeinde Barkelsby grenzen die Gemeinden Gammelby, Loose, Rieseby und Waabs.

## Geschichte

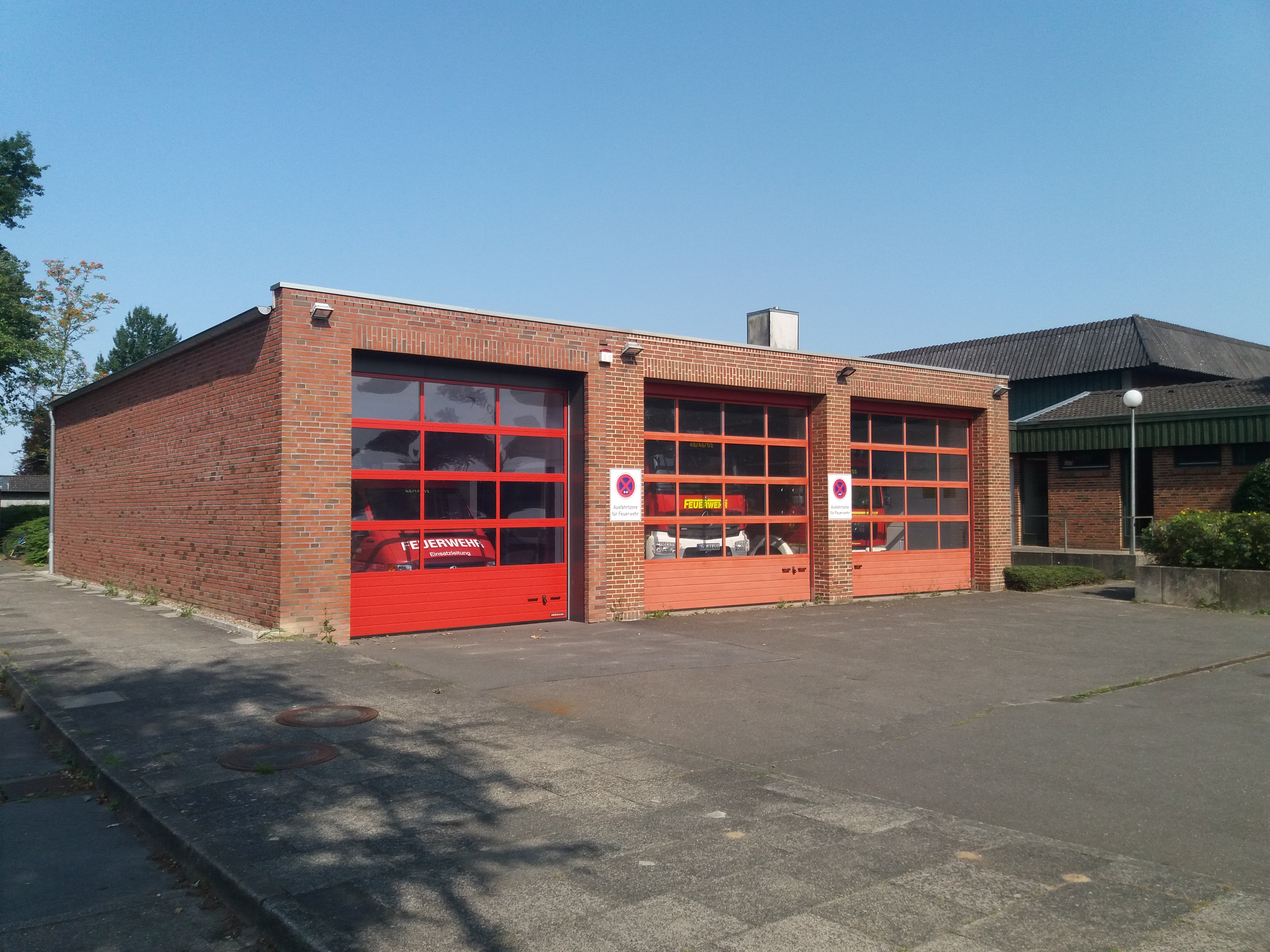
Feuerwehrgerätehaus Barkelsby

Der Name Barkelsby wurde 1542 als „Berkeißbu“ urkundlich erwähnt und bedeutet vermutlich „Dorf des Biarnkil“, wobei by für Dorf, Siedlung steht und Biarnkil vom altdänischen „biorn“ für „Bär“ und „ketil“ für „Kessel“ abgeleitet ist.
Der Ortsname Hemmelmark wurde erstmals 1462 schriftlich dokumentiert. Er beschreibt eine Rodung am Abhang, an der Höhe zu dän. Mark für eine Rodung oder ein Feld und altdänisch *hæmil, mndt. Hamel für Klippe, Stein, Höhe. Böhnrüh ist vermutlich eine Zusammensetzung aus ndt. Böhn für Boden und entweder Rüh für eine Schneise im Wald oder dän. ryde für morastiges Gelände oder Kratt (vgl. mitteldän. ry). Rossee bedeutet Pferdesee zu Roß (≈ Pferd, vgl. altnordisch rǫkn). Westerschau kommt aus dem Dänischen und bedeutet westlicher Wald (vgl. dän. skov≈Wald).
Am 1. Januar 1974 wurden Gebietsteile mit damals mehr als 500 Einwohnern an die Stadt Eckernförde abgetreten.

## Politik

### Gemeindevertretung
Bei der Kommunalwahl am 14. Mai 2023 wurden insgesamt 13 Sitze vergeben. Die Freie Wählergemeinschaft Barkelsby erhielt sieben Sitze, die Aktiven Bürger Barkelsby erhielten drei Sitze, die SPD erhielt zwei Sitze und die CDU erhielt einen Sitz.

### Wappen
Blasonierung: „Unter dreimal eingebogenen blauen Schildhaupt in Gold ein grüner Eichenbaum mit drei Eicheln, dessen Stamm mit einem blauen Wellenbalken hinterlegt ist.“

## Sehenswürdigkeiten

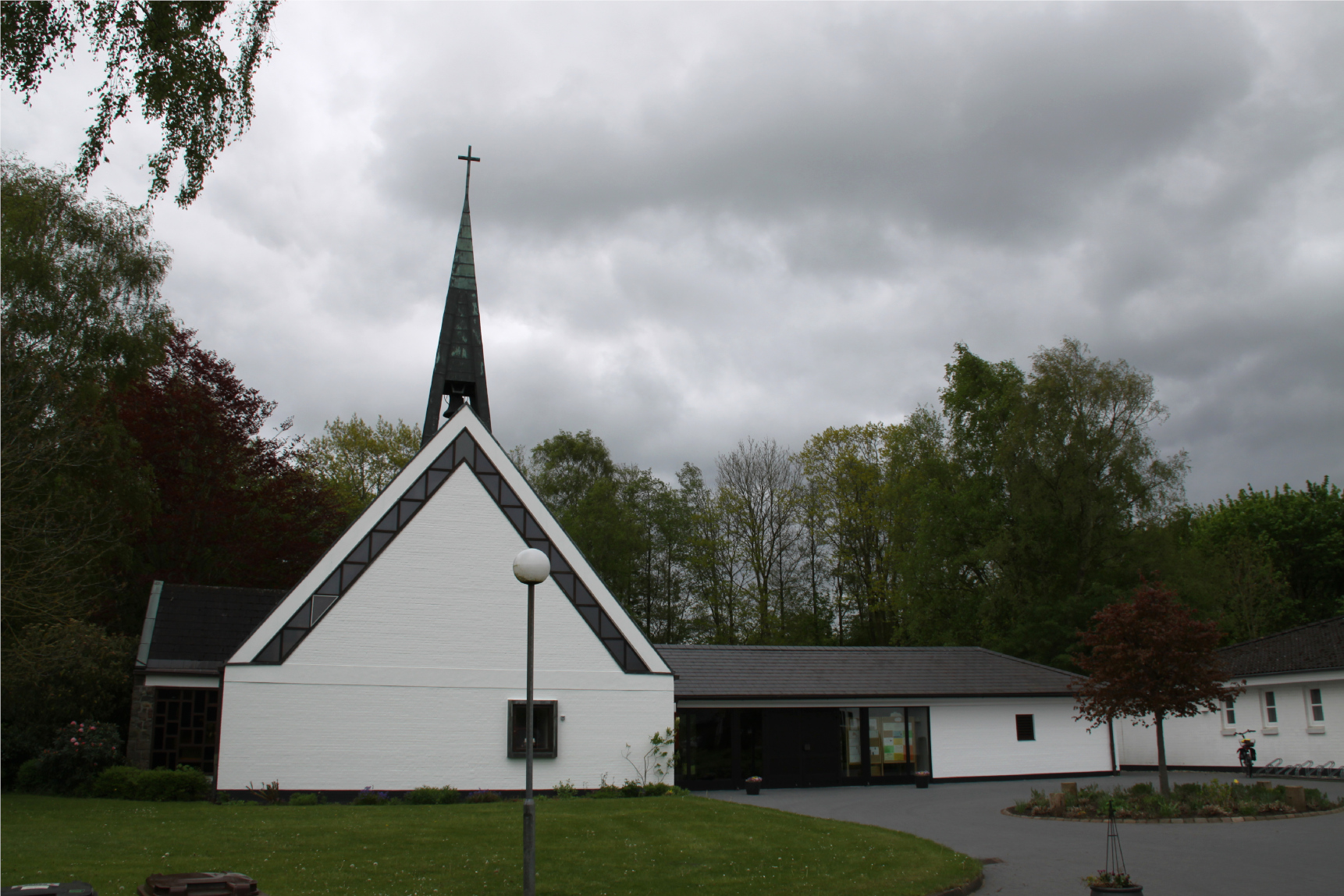
Kirche in Barkelsby

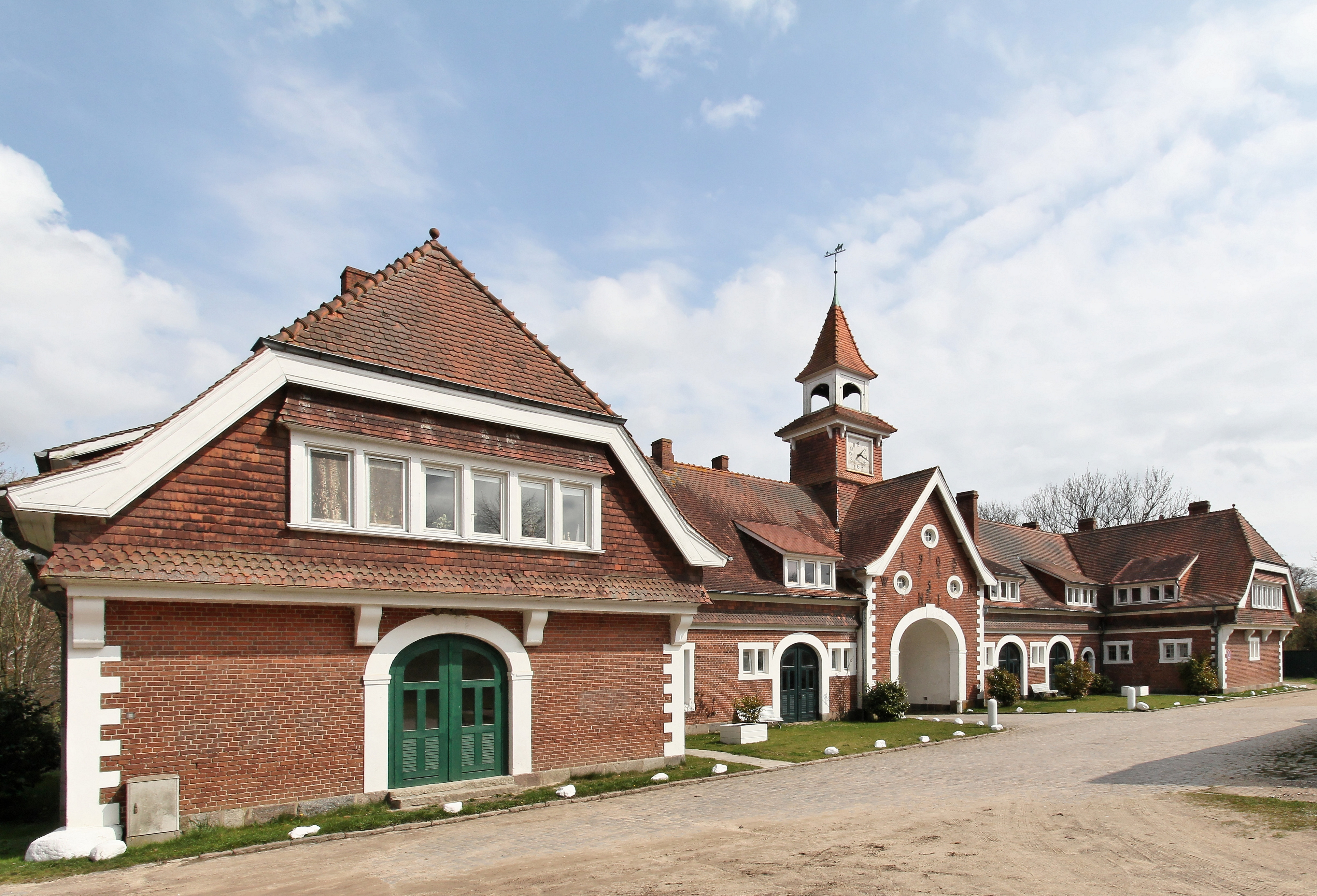
Das Torhaus des Gutes Hemmelmark

In der Liste der Kulturdenkmale in Barkelsby stehen die in der Denkmalliste des Landes Schleswig-Holstein eingetragenen Kulturdenkmale.
Gut Hemmelmark:
In der Gemeinde liegt das Gut Hemmelmark, das von Prinz Heinrich von Preußen bewohnt wurde und wo dieser auch begraben ist.
Gut Hohenstein
Das Herrenhaus „Gut Hohenstein“ mit angegliedertem Heimatmuseum war Alterssitz von Kurt von Schröder. Der Landschaftspark Hohenstein ist nicht mehr offen zugänglich.
Natur
Ein über 200 Jahre alter als Baum wachsender Eingriffeliger Weißdorn in Barkelsby wurde 2022 von der Deutschen Dendrologischen Gesellschaft zum „Rekord-Baum des Jahres“ gekürt.

## Verkehr
Südöstlich verläuft die Schwansenstraße (B 203) von Eckernförde nach Kappeln, westlich die Bahnlinie von Kiel nach Flensburg.

## Persönlichkeiten
- Großadmiral Prinz Heinrich von Preußen (1862–1929) ab 1919 auf Gut Hemmelmark
- Christian Ludwig Herzog zu Mecklenburg (1912–1996), ab 1954 auf Gut Hemmelmark
- Dietrich von Horn (* 1944), in Hohenstein geborener Künstler und Autor
- Bogislav-Tessen von Gerlach (* 1946), in Hohenstein geborener Jurist und Landrat des Kreises Schleswig-Flensburg
- Gisela Grotzke, geborene Polzin (* 1948), in Barkelsby geborene Politikerin